# Canephora graminella
Canephora graminella är en fjärilsart som beskrevs av Denis och Ignaz Schiffermüller 1775. Canephora graminella ingår i släktet Canephora och familjen säckspinnare. Inga underarter finns listade i Catalogue of Life.